# 제일연마공업
제일연마공업주식회사(Cheil Grinding Wheel Ind Co. Ltd.)는 대한민국의 공업용 연마지석 생산기업이다. 본사는 경북 포항시 남구 대송로101번길 34(장흥동)에 위치해 있으며 대표이사는 오유인, 오현수, 추헌주이다.

## 역사
1955년 제일연마공업사으로 창업하였다.

## 상장
2005년 코스피시장에 상장되었다.

## 같이 보기
동일산업

## 참고문헌
1. ↑  제일연마공업, 인도네시아 자회사에 49억 더 넣어 주식 추가 취득, 비즈니스포스트, 2020-01-08